# Paul Moritz
Paul Moritz (* 2. Juli 1923 in Delémont; † 20. November 2010 ebenda) war ein Schweizer Richter und Politiker (FDP). Von 1980 bis 1991 war er Bundesrichter.

## Biografie
Er war der Sohn des Bahnhofvorstehers Oscar Moritz und von Irma Moritz (geb. Berret). 1942 schloss Paul Moritz das Gymnasium in Porrentruy mit der Matura ab. Danach absolvierte er ein Rechtsstudium an der Universität Bern und erwarb 1947 das Anwaltspatent. Zunächst arbeitete er zwei Jahre lang als Jurist in der Bundesverwaltung, ehe er 1949 in Delémont seine eigene Anwaltspraxis eröffnete. Ab 1952 war er mit Francine Lévy verheiratet. Später war er Vizepräsident der Berner Anwaltskammer. In der Schweizer Armee hatte er den Rang eines Majors.
Als Mitglied der FDP präsidierte Moritz von 1961 bis 1972 die Gemeindeversammlung von Delémont, 1976 folgte seine Wahl in den Stadtrat. In der Jurafrage nahm er eine neutrale Haltung an. Er war von 1969 bis 1973 Mitglied des Mouvement pour l’unité du Jura, das einen Ausgleich zwischen Separatisten und Berntreuen anstrebte, damit aber keinen Erfolg hatte. 1974 zum Präsidenten des jurassischen Anwaltsverbandes gewählt, leitete er jene Arbeitsgruppe, die das Vorprojekt für die jurassische Kantonsverfassung erarbeitete. Im März 1976 wurde er in die Verfassunggebende Versammlung des Jura gewählt und präsidierte bis Ende 1978 die Kommission, die für die Übergangs- und Schlussbestimmungen sowie das Verfassungsgesetz zuständig war.
1978 wurde Moritz zum nichtständigen Richter am jurassischen Kantonsgericht gewählt, das im folgenden Jahr seine Arbeit aufnahm. Am 10. Dezember 1980 wählte ihn die Bundesversammlung zum Bundesrichter. Daraufhin gehörte er bis zu seinem Rücktritt im Jahr 1991 dem Kassationshof in Strafsachen und der Anklagekammer an. Daneben war Moritz Ehrenpräsident der Vereinigung der jurassischen Tennisclubs, Vizepräsident des Sportgerichts des Schweizerischen Fussballverbands und Präsident einer Sektion des Automobil-Clubs der Schweiz.